# Birgit Peter
Birgit Peter (n. 27 ianuarie 1964, Potsdam, RDG) este o canotoare ce a reprezentat Germania, medaliată olimpică. A participat la 2 ediții ale Jocurilor Olimpice (1988, 1992) în care a câștigat două medalii de aur.